# QuickJet Aviation
QuickJet Aviation war eine namibische Fluggesellschaft mit Hauptsitz in Windhoek. Sie wurde 1998 gegründet und wurde ein Jahr später wieder aufgelöst.
Die Gesellschaft hatte keine eigene Flotte und führte keine Flüge durch, nachdem die Konkurrenten Air Namibia und Kalahari Express Airlines Einspruch gegen die Fluggenehmigung eingelegt hatten.